# Soziale Ungleichheit
Soziale Ungleichheit bezeichnet in der Soziologie die ungleiche Verteilung materieller und immaterieller Ressourcen in einer Gesellschaft und die sich daraus ergebenden unterschiedlichen Möglichkeiten zur Teilhabe an dieser. Die Bezeichnung kann beschreibend oder normativ verwendet werden.
Als normativer Begriff impliziert er eine Gesellschaftskritik; die soziale Ungleichheit wird von der Soziologie als gesellschaftliches Problem gesehen. Soziale Ungleichheit ist somit abzugrenzen vom neutraleren Begriff der sozialen Differenzierung und von wertenden Begriffen wie „Soziale Schieflage“ und Sozialabbau. Oft stehen bei diesen Begriffen finanzielle Faktoren im Zentrum (zum Beispiel Lohnkürzung, Streichen von geldwerten Vorteilen, Änderungen in der Sozialversicherung / soziale Sicherheit).
Auch mangelnde Generationengerechtigkeit kann als eine Form sozialer Ungleichheit gesehen werden. Kinder haben keine Möglichkeit, gegen soziale Ungleichheit etwas zu tun; sie erleben sie in ihrem Lebensumfeld (z. B. Nachbarschaft, Kindergarten, Schule).

## Allgemeines
Bestimmten sozialen Gruppen stehen die Möglichkeiten zur Nutzung gesellschaftlicher Ressourcen in unterschiedlichem Maße zur Verfügung. Diese als „soziale Ungleichheiten“ bezeichneten Unterschiede können die Wünsche, Handlungen und Konflikte der Akteure mit bestimmen. Ursachen und Merkmale sozialer Ungleichheit können in verschiedenen Gesellschaften und im Lauf der Geschichte unterschiedlich sein, und unterschiedlich interpretiert werden. Der Begriff darf nicht – wie in der Alltagssprache häufig üblich – mit dem Begriff der „Ungerechtigkeit“ gleichgesetzt werden, obwohl er Probleme der Gerechtigkeit thematisiert.

## Bestimmungsfaktoren
Nach Stefan Hradil (2001) liegt „soziale Ungleichheit“ dann vor, wenn Menschen aufgrund ihrer Stellung im sozialen Beziehungsgefüge (3) von den „wertvollen Gütern“ einer Gesellschaft (1) regelmäßig mehr als andere erhalten (2).
1. Wertvolle Güter: Der Begriff bezieht sich auf „Güter“, die in einer Gesellschaft als wertvoll gelten. Je mehr der Einzelne von diesen „Gütern“ besitzt, desto besser sind seine Lebensbedingungen. „Insofern bestimmte ,Güter‘ also […] Lebens- und Handlungsbedingungen darstellen, die zur Erlangung von allgemein verbreiteten Zielvorstellungen einer Gesellschaft dienen, kommen sie als Erscheinungsformen sozialer Ungleichheit in Frage“.[11] Solche Güter können beispielsweise Geld, eine (unkündbare) Berufsstellung, Bildungsabschlüsse, Lebens- und Arbeitsbedingungen oder auch Macht sein.
2. Verteilung: Eine sozial ungleiche Verteilung der „wertvollen Güter“ in einer Gesellschaft liegt vor, wenn ein Gesellschaftsmitglied von diesen Gütern regelmäßig mehr als ein anderes erhält („absolute Ungleichheit“). „In der soziologischen Terminologie wird immer dann von Ungleichheit gesprochen, wenn als ,wertvoll‘ geltende ,Güter‘ nicht absolut gleich verteilt sind.“[12]
3. Regelmäßig ungleiche Verteilung aufgrund der Stellung im sozialen Beziehungsgefüge: Nicht alle Vor- und Nachteile, nicht alle Besser- bzw. Schlechterstellungen sind also Erscheinungsformen sozialer Ungleichheit, sondern nur jene, die in gesellschaftlich strukturierter, vergleichsweise beständiger und verallgemeinerbarer Form zur Verteilung kommen. Ihre Bindung an relativ konstante gesellschaftliche Beziehungen und Positionen unterscheidet soziale von anderen Ungleichheiten.[13]

## Geschichte
Soziale Ungleichheit existiert und existierte in allen bekannten Gesellschaften und ist – obwohl sie deshalb oft als naturgegeben erscheint – immer eine sozial erzeugte Tatsache.
Vormoderne Erklärungsmuster sahen soziale Ungleichheit häufig als in Gegebenheiten der Natur oder dem Willen eines Gottes begründet. So meinte z. B. Aristoteles, Freie und Sklaven gebe es von Natur aus (physei). Die Antike sah, ebenso wie die indische Kastengesellschaft, Ungleichheiten als natürlich an. Seit Rousseaus Abhandlung über den Ursprung und die Grundlagen der Ungleichheit unter den Menschen von 1755 und spätestens seit Karl Marx war und ist das „Programm der Gleichheit“ häufiges politisch angestrebtes Ziel. Nach Marx ist das Privateigentum an Produktionsmitteln und die damit verbundene Herrschaft der Kapitaleigner über die Arbeit der Proletarier die primäre Ursache sozialer Ungleichheit. Zur Aufhebung der sozialen Ungleichheit prognostiziert er eine proletarische Revolution, die letztlich zur Nivellierung sozialer Unterschiede in der klassenlosen Gesellschaft (Kommunismus) führen soll. Dem stehen die Konzepte des Liberalismus gegenüber. Adam Smith (1723–1790) ging es nicht um die Frage der Gleichheit bzw. Ungleichheit, für ihn stand die Überwindung der Armut im Mittelpunkt. Sein Hauptwerk An Inquiry into the Nature and Causes of the Wealth of Nations erschien 1776.
Soziale Ungleichheit ist eine Folge von Einkommensungleichheit. Zu interessanten Erkenntnissen bezüglich der Ursachen regionaler Einkommensunterschiede innerhalb Europas sind Jörg Baten und Ralph Hippe (2017) gekommen: Sie identifizieren die landwirtschaftlichen Strukturen im 19. Jahrhundert als einen entscheidenden Faktor. Ausschlaggebend sei die Größe der damaligen Betriebe, welche wiederum von der Bodenbeschaffenheit beeinflusst wurde. In den kleineren Betrieben legten die Bauern größeren Wert darauf, dass ihre Kinder gebildet waren, da sie später den Hof übernehmen würden. Dies war u. a. typisch für Nord- und Nordwesteuropa um 1900. Waren Boden und Klima jedoch günstig für große Weizenfelder und somit Großgrundbesitz, entwickelten sich häufig politische Eliten, welche den Zugang zu Bildung für ländliche Arbeitnehmer behinderten. Die daraus resultierenden Bildungsunterschiede wirkten sich wiederum auf die allgemeine wirtschaftliche Entwicklung aus.
Soziale Ungleichheit tritt ebenso als Folge von historischen und gegenwärtigen Diskriminierungen auf. So trug das sogenannte Redlining in den Vereinigten Staaten zu einer in der Vergangenheit und heute bestehenden ungleichen Verteilung von Ressourcen je nach Wohngebiet bei. Bäume sind in sozioökonomisch benachteiligten Wohngegenden und in Gebieten, in denen vorwiegend People of Color wohnen, rarer als in vorwiegend wohlhabenderen, vorwiegend von der weißen Mehrheitsgesellschaft bewohnten Gebieten. Der Tree Equity Score – eine Kennzahl zur Messung der Gerechtigkeit in Bezug auf den Baumbestand – verdeutlicht diese Ungleichheit.

## Auswirkungen
„Milliardäre sind eine Bedrohung für den Rest von uns: Ihre schiere politische Größe verzerrt unser öffentliches Leben. Sie sind unverhältnismäßig alt, weiß und männlich und fungieren als nicht gewählte Mächte, als eine Art freiberufliche globale Aristokratie, die allzu oft versucht, über den Rest von uns zu herrschen. Einige Kritiker sind der Meinung, dass die riesigen Technologiekonzerne, die so viele moderne Milliardäre hervorgebracht haben, auf eine Art und Weise agieren, die eher dem Feudalismus als dem Kapitalismus ähnelt, und sicherlich agieren viele Milliardäre wie die Herren der Welt, während sie sich für den Schutz der wirtschaftlichen Ungleichheit einsetzen, die sie so reich gemacht hat und so viele andere so arm. Sie nutzen ihre Macht auf willkürliche, rücksichtslose und oft umweltzerstörende Weise.“ (Rebecca Solnit in The Guardian)

### Soziale und politische Auswirkungen
Die sozialen und politischen Auswirkungen sozialer Ungleichheit werden vielfach in der Soziologie und der Politikwissenschaft untersucht. Sie sind auch Gegenstand der Sozialphilosophie, der Rechtsphilosophie und der Volkswirtschaftslehre (VWL) und Arbeitsfeld der Sozialpolitik. Die gesamtwirtschaftlichen Effekte ungleicher Verteilungen sind in der Volkswirtschaftslehre umstritten. In politischen Diskussionen (Wirtschaftspolitik, Sozialpolitik, Familienpolitik u. a.) wird eine positive Funktion von sozialer Ungleichheit behauptet. Diese Auffassung geht davon aus, dass völlige soziale Gleichstellung den Wettbewerb lähme und die Anreize zur persönlichen Leistungssteigerung verringere. Konzepte z. B. des Ordoliberalismus und des freiheitlichen Sozialismus entwickelten hier Ideen, die die als kritikwürdig, aber als unvermeidlich angesehene soziale Ungleichheit wirtschaftspolitisch optimal einzuschränken trachten. Der Kommunismus hingegen fordert unbedingt soziale Gleichheit und setzt auf Fortschritt. Es soll Planungs- und Steuerungsprozesse (Planwirtschaft) zur Ressourcenallokation geben, mit denen getroffene Entscheidungen umgesetzt werden sollen.
Amartya Sen nannte 1973 ein wahrgenommenes Gefühl der Ungleichverteilung einen häufigen Mitauslöser von Aufständen in Gesellschaften.
Der deutsche Soziologe Ulrich Beck prägte Ende der 1990er Jahre den Begriff der Brasilianisierung für den von ihm vermuteten sozialen Wandel Europas in Richtung zunehmender sozialer Ungleichheit. Alleine schon die materielle Ungleichheit als Element sozialer Ungleichheit führt auch zu ungleichen Möglichkeiten der Teilhabe der Bürger in Demokratien, also zu politischer Ungleichheit. Das kann in einem sich selbst verstärkenden und schwer umzukehrenden Prozess erfolgen.
Der US-amerikanische Wirtschaftswissenschaftler Joseph E. Stiglitz hob in seinem Buch Der Preis der Ungleichheit den asymmetrischen Einfluss von Interessengruppen auf öffentliche Meinungen und Wahrnehmungen hervor. So habe besonders das obere eine Prozent die Mittel, die Politik durch Parteispenden, Medienkontrolle und Lobbyarbeit zum eigenen Vorteil zu beeinflussen.

### Ökonomische Auswirkungen
Nach einer Studie des Internationalen Währungsfonds (IWF) von 2014 kommt schnelleres und ausdauerndes Wirtschaftswachstum in Staaten vor, die nach Steuern eine geringe Ungleichheit aufweisen (also in der Regel nach einer Umverteilung), im Unterschied zu Staaten mit hoher Ungleichheit. Allgemein hat demnach die Umverteilung durch progressive Besteuerung und staatliche Investitionen im Gesundheits- und Bildungsbereich vorteilhafte Auswirkungen auf das Wirtschaftswachstum; nur in extremen Fällen gibt es einige Hinweise, dass Umverteilung negative Auswirkungen haben könnte:

„Es wäre dennoch ein Fehler, sich auf Wachstum zu konzentrieren und die Ungleichheit sich selbst zu überlassen, nicht nur weil Ungleichheit moralisch nicht wünschenswert sein könnte, sondern auch, weil das resultierende Wachstum gering und nicht nachhaltig sein könnte.“

Die OECD stellt in ihrer Studie All on Board: Making Inclusive Growth Happen (2014) fest:

„Soziale Ungleichheit untergräbt das Wohl der Menschen, sie behindert das Wirtschaftswachstum und ist doch in vielen Ländern so stark ausgeprägt wie seit Jahrzehnten nicht. Politische Maßnahmen mit dem Ziel, die Schere zwischen Arm und Reich zu schließen, werden nur erfolgreich sein, wenn sie neben der Einkommensverteilung auch den Zugang zu guter Bildung, zu Gesundheit und öffentlichen Infrastrukturen berücksichtigen.“

Laut OECD-Sozialbericht vom 21. Mai 2015 ist die Ungleichheit in den OECD-Staaten weiter gestiegen und nun höher denn je:

„Steigende Ungleichheit hat laut Bericht nicht nur Auswirkungen auf die Gesellschaft, es beeinträchtigt auch die wirtschaftlichen Aussichten eines Landes. Werden die untersten 40 Prozent einer Gesellschaft abgehängt – also auch größere Teile der Mittelschicht – dann nutzen Volkswirtschaften nur einen Teil ihres Potenzials.“

Und:

„OECD-Analysen zeigen, dass steigende Ungleichheit keinen nennenswerten Effekt auf die formale Bildung und die Kompetenzen von Menschen aus verhältnismäßig wohlhabenden Familien hat. Für sozial schwache Familien geht sie allerdings einher mit verkürzter Bildungsdauer und häufig auch mit schlechteren Resultaten bei den schließlich erworbenen Fähigkeiten.“

Denn:

„Unsere Forschung belegt, dass Ungleichheit dem Wirtschaftswachstum schadet. Die Politik hat also nicht nur gesellschaftliche Gründe, gegen Ungleichheit anzugehen, sondern auch wirtschaftliche. Handeln die Regierungen nicht, dann schwächen sie das soziale Gefüge ihrer Länder und längerfristig auch das Wachstum.“

Aber:

„Dabei ist die Umverteilung über Steuer- und Sozialsysteme wichtig; alleingenommen ist sie aber weder effektiv noch nachhaltig. Deswegen fordert der Bericht gleichzeitig dazu auf, die Chancengleichheit auf dem Arbeitsmarkt zu fördern, qualitativ hochwertige Jobs zu schaffen und in Bildung und Kompetenzen zu investieren.“

## Soziale Ungleichheit in Deutschland

Das Größenverhältnis des Haushaltsvermögens an bestimmten Punkten der Vermögensverteilung im Jahr 2017, hier dargestellt als Fläche.
Die Vermögensverteilung zeigt eine starke Ungleichheit der materiellen Ressourcen. Hinweis zur Interpretation: Ein Haushalt z. B. des 90. Perzentils liegt exakt auf dem neunzigsten Prozent der Vermögensverteilung. Das 50. Perzentil entspricht damit zugleich dem mittleren Vermögen deutscher Haushalte.

Soziale Ungleichheiten werden in der Bundesrepublik Deutschland sowohl zwischen Personengruppen als auch in bzw. zwischen bestimmten Bereichen festgestellt.
Ungleichheit hat viele Dimensionen, die in der Zusammenschau zu bewerten sind. Dieselben Fakten werden daher von Ökonomen unterschiedlich bewertet. In einem Interview von 2016 mit den Ökonomen Marcel Fratzscher und Clemens Fuest erklärte Fratzscher, in Deutschland habe sich die Ungleichheit bei dem Lebenseinkommen über die vergangenen 40 Jahre verdoppelt, und die Ungleichheit bei den privaten Vermögen sei die höchste in der Euro-Zone. Von 2005 bis 2015 sei in Deutschland zwar die Ungleichheit der verfügbaren Einkommen gesunken, welche auch staatliche Transfers wie die Bezüge der Arbeitslosen miteinbeziehen, die Ungleichheit bei Chancen, Löhnen und Vermögen in diesem Zeitraum aber nicht. Arbeitnehmer hätten seit 2000 vielfach reale Einkommensverluste hinnehmen müssen. Insgesamt habe die Ungleichheit mit Blick auf Lebenschancen, soziale Mobilität, Vermögen und auch bei Einkommen über die vergangenen Jahrzehnte stark zugenommen. Fuest hob hervor, dass die Vermögensungleichheit sich in Deutschland seit 2000 nicht verändert habe und dass viele Arbeitslose seit 2005 eine Stelle gefunden hätten. Fratzscher und Fuest waren sich uneinig darin, inwieweit die soziale Ungleichheit zu konkreten politischen Wahlentscheidungen Anlass gibt.
Im Jahre 2021 hielten einer repräsentativen Umfrage zufolge nur 13 % der Bevölkerung die Einkommen und Vermögen in Deutschland für gerecht verteilt. Die Mehrheit der Befragten hielt darüber hinaus das Wirtschaftssystem an sich für sozial ungerecht und fordert umfassende Reformen (56 %).
Oxfam fordert von Deutschland die Einführung einer Übergewinnsteuer und Vermögensteuer sowie eine einmalige Abgabe auf hohe Vermögen, um der sozialen Ungleichheit zu begegnen.

### Einkommensverteilung

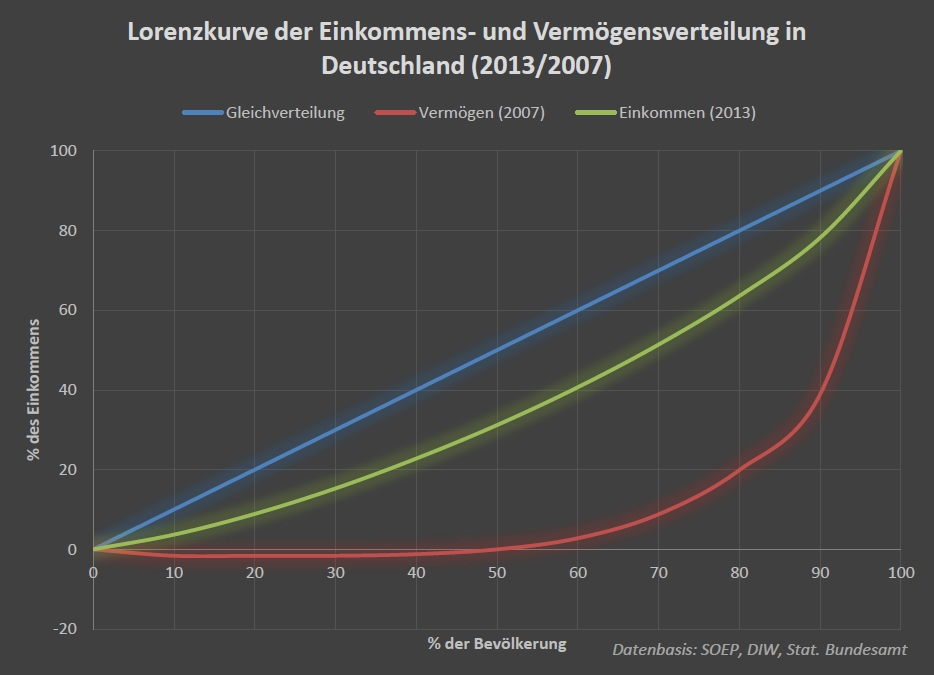
Lorenzkurve der Einkommens- und der Vermögensverteilung in Deutschland (2005/2007)

Niedrigste und höchste Einkommen in Deutschland gehen seit den 1990er Jahren auseinander, die Ungleichheit hat zugenommen. Zugleich ist die Mittelschicht geschrumpft. Während das Jahresdurchschnittseinkommen laut Deutschem Institut für Wirtschaftsforschung in den 1990ern weitgehend konstant blieb (bzw. von 2002 bis 2005 sogar real um 4,8 % zurückging), stieg das Einkommen bei
- den oberen 10 % um 6 %,
- den oberen 0,01 % um 17 %,
- den wohlhabendsten 650 Deutschen um 35 % (auf durchschnittlich 15 Millionen Euro) und
- den 65 Reichsten um 53 % (auf durchschnittlich 48 Millionen €).[34]

In repräsentativen Umfragen wurde der Anteil der Befragten erhoben, die zustimmen, es sei Aufgabe des Staates, die Einkommensunterschiede zwischen Arm und Reich abzubauen. Ihr Anteil stieg von 66 % im Jahr 2006 auf 79 % im Jahr 2016.

#### Nach sozialer Schicht
Laut einer 2008 vom DIW veröffentlichten Studie schrumpft die Mittelschicht in Deutschland seit Jahren, ihr Anteil an der Gesamtbevölkerung ging von 62 % im Jahr 2000 auf 54 % 2006 zurück. Entsprechend gestiegen sind die Bevölkerungsanteile an den Rändern der Einkommensverteilung. Der Anteil der Einkommensarmen (mit weniger als 70 % des Jahres-Medianeinkommens) kletterte von 19 % 1996 auf 25 % 2006, der Anteil der Einkommensreichen (mit mehr als 150 % des Jahres-Medianeinkommens) stieg von 19 % 1996 auf 21 % 2006. In der Mittelschicht war die Abwärtsmobilität also stärker ausgeprägt als der Aufstieg in höhere Einkommensklassen. Bei ärmeren Bevölkerungsschichten zeigte sich eine deutliche Verfestigung ihres Zustands und verringerten sich also die Chancen, in bessere Einkommensklassen aufzusteigen. Eine neue Studie des DIW von 2010 belegt eine deutlich höhere relative Einkommensarmut als noch vor zehn Jahren. So lagen rund 14 % der Gesamtbevölkerung mit ihrem verfügbaren Einkommen unter der Armutsrisikoschwelle. Darunter finden sich vor allem Haushalte mit Kindern und jungen Erwachsenen.

#### Nach Region
Bei der regionalen Einkommensverteilung kann man in Deutschland von einer Dreiteilung sprechen, mit einem relativ ärmsten Ostdeutschland mit ca. 20 % Armutsanteil, einem mittleren Bereich Nordwestdeutschland mit ca. 15 % Armutsanteil und einem relativ reichsten Südwestdeutschland mit ca. 11 % Armutsanteil. Regionales Schlusslicht ist Vorpommern mit ca. 27 % Armutsanteil, wogegen die Region Schwarzwald-Baar-Heuberg im Südwestdeutschland nur einen Anteil von 7,4 % aufweist.

#### Gerechtes Einkommen – Wahrnehmung und Wirklichkeit
Nach einer Umfrage der Humboldt-Universität zu Berlin im Auftrag des Magazins Geo nahm im Sommer 2007 die Mehrheit der Bevölkerung in Deutschland an, dass „die Schere zwischen Arm und Reich“ sich weiter öffne. Die Befragten nahmen an, dass die durchschnittlichen Gehälter der Vorstandsvorsitzenden im Jahr 2006 bei 125.000 € monatlich lägen, wobei lediglich ein Monatseinkommen der Vorstandsvorsitzenden in Höhe von 48.000 € monatlich als „gerecht“ empfunden wurde. Das Monatseinkommen der Vorstandsvorsitzenden der DAX-Aktiengesellschaften lag 2006 bei 358.000 € und damit siebeneinhalb höher als das als „gerecht“ empfundene Monatseinkommen für Vorstandsvorsitzende. 2007 sind sie auf 374.000 € bzw. 391.000 € gestiegen.
Viele Beschäftigte haben ein so niedriges Einkommen, dass sie zusätzlich zum Einkommen Hartz IV-Leistungen (Arbeitslosengeld II) erhalten („Arm trotz Arbeit“; Aufstocker). Im Jahre 2006 waren dies 1,09 Mio. Beschäftigte, wovon 38,5 % vollzeitbeschäftigt, 14,1 % teilzeitbeschäftigt und 47,4 % geringfügig beschäftigt waren. Viele von ihnen arbeiten im so genannten Niedriglohnsektor (zum Beispiel als Frisöre, Erntehelfer, Gebäudereiniger), wo Stundenlöhne zwischen 3 € und 6 € gezahlt werden. Insgesamt arbeiteten im Jahre 2006 5,5 Mio. Beschäftigte für einen Stundenlohn unter 7,50 €. Im Jahre 2004 waren es noch 4,6 Mio. Beschäftigte (Steigerung um 20 %). 1,9 Mio. Beschäftigte arbeiteten 2006 sogar für einen Stundenlohn unter 5 €. Etwa 75 % aller Einwohner in Deutschland über 18 Jahre haben ein monatliches Nettoeinkommen von weniger als 2.000 €.
Dass die tatsächlichen Einkommensunterschiede höher sind als die von Menschen mit wenig Einkommen vermuteten, wird mit dem psychologischen Ansatz der kognitiven Dissonanz erklärt: „Er [der Betroffene] findet sich mit der Situation ab und redet die Ungerechtigkeit klein. Er unterschätzt seinen Abstand zu Bessergestellten – und steigert so sein Selbstwertgefühl.“

#### Höchstlohn-Debatten (2007)
Die Ungleichverteilung löste im Dezember 2007 eine gesellschaftliche Debatte um einen Höchstlohn aus.
Zudem sind die Benachteiligungen bei den Löhnen und Gehältern, die Frauen in Kauf nehmen müssen, in den meisten Staaten der Welt noch immer erheblich. In Deutschland betrug 2010 das „bereinigte Gender-Pay-Gap (GPG)“ etwa 8 Prozent. In den neuen Bundesländern ist das PG kleiner als in den alten.
Jakob Augstein konstatierte im Juli 2011:

„Der Wirtschaft geht es gut, vielen Menschen nicht. Es ist lange her, dass sich am Stand der Wirtschaft ablesen ließ, wie es den Menschen geht. Heute hat das eine mit dem anderen wenig zu tun. Und wer sagt, dass es Deutschland gut geht, betreibt damit bereits Politik. Denn er verschleiert das größte Problem des Landes: die soziale Ungleichheit.“

#### Mindestlohn-Debatte (2011)
Im Anschluss an die Immobilienkrise / Finanzkrise, Euro-Krise und der Griechischen Finanzkrise flammte in Deutschland im Herbst 2011 wieder die Forderung nach einem Mindestlohn auf, den es in vielen Euro-Ländern bereits gibt. Zwar gibt es auch in Deutschland Mindestlöhne als Bestandteil von Tarifverträgen, aber eben nicht in Gesetzesform. Vermutlich im Hinblick auf die Bundestagswahl 2013 und den erheblichen Wahlschlappen der FDP bei diversen Landtagswahlen wurde nun die Einführung eines Mindestlohnes öffentlich diskutiert. Hintergrund ist auch, dass die Staatskassen (Staatsverschuldung) leer sind und Mindestlöhne mehr Steuereinnahmen bedeuten, was die Finanzhaushalte des (überschuldeten) Staates, der Pflege-, Kranken- und Arbeitslosenversicherungen und somit auch der (überschuldeten) Bundesländer, Städte und Gemeinden zwar nicht sanieren, aber entlasten würde.

### Wirkung von Steuern
Laut Joachim Wieland verändert sich bei Erhöhung der Umsatzsteuer oder Senkung der Einkommen- und Körperschaftsteuer das Verhältnis von direkten Steuern zu indirekten Steuern zuungunsten von leistungsschwächeren Steuerzahlern. Da direkte Steuern (vor allem durch die Steuerprogression) am Leistungsfähigkeitsprinzip ausgerichtet sind und demgegenüber eine indirekte Steuer wie die Umsatzsteuer für alle gleich ist, verschiebe sich in den genannten Fällen die Steuereinnahmen auf indirekte Steuern, welche die Finanzkraft der Steuerzahler nicht berücksichtigen.
Mit der gesunkenen Steuerbelastung von wirtschaftlich leistungsfähigeren Steuerzahlern (in den Jahren vor 2013) nahm auch die Steuergerechtigkeit ab. Entsprechend erhöhte sich folglich der Abstand zwischen Arm und Reich.

### Einfluss bei politischen Entscheidungen
Laut einem Forschungsbericht von 2016 im Auftrag des Bundesministeriums für Arbeit und Soziales werden in Deutschland bei politischen Entscheidungen die Präferenzen von sozialen Gruppen unterschiedlich stark berücksichtigt. Ausgewertet wurden dabei Daten aus der Zeit zwischen 1998 und 2015. Es zeigt sich ein deutlicher Zusammenhang von Entscheidungen zu den Einstellungen von Personen mit höherem Einkommen, aber keiner oder sogar ein negativer Zusammenhang für die Einkommensschwachen.

### Vermögensverteilung
Eine Studie des Deutschen Instituts für Wirtschaftsforschung (DIW) vom November 2007 kommt zu dem Ergebnis, dass die Vermögensverteilung in Deutschland noch ungleicher ist als die Einkommensverteilung:
- das Vermögen (ohne Sachvermögen und nach Abzug der Schulden) aller Erwachsener beträgt 5,4 Billionen €.
- ein Zehntel aller Erwachsenen besitzt über 60 % des Vermögens (3,24 Billionen €). Weitere zwei Zehntel aller Erwachsenen besitzen 30 % des Vermögens (1,62 Billionen €). Insgesamt besitzen also drei Zehntel aller Erwachsenen 90 % des Vermögens (4,86 Billionen €).[48] (2014: 10 % aller Haushalte besitzen 65 % des Vermögens, weitere 20 % der Haushalte 29 % des Vermögens, also 30 % der Haushalte 94 % des Vermögens.[49])
- sieben Zehntel aller Erwachsenen besitzen nur 10 % des Vermögens (0,54 Billionen €).(2014: 70 % aller Haushalte besitzen nur 6 % des Vermögens.[50])
- auf das reichste 0,1 Prozent der Bevölkerung Deutschlands entfielen 2015 allein 16 % des Vermögens und damit so viel wie auf die unteren 80 %.[51]
- 1 % der Bevölkerung besaß 2015 etwa ein Drittel des gesamten Vermögens in Deutschland, also mehr als dreimal so viel wie die unteren 70 % zusammengenommen.[52]
- die unteren 80 % der Bevölkerung besitzen zusammen weniger als 20 % des Vermögens in Deutschland.[48](2014: die unteren 80 % der Haushalte besitzen zusammen nur 16 % des Vermögens.[53])
- man kann bei der Vermögensverteilung in Deutschland also von einer kleinen Oberschicht (circa 10 %), einer kleinen Mittelschicht (circa 20 %) und von einer großen Unterschicht (circa 70 %) sprechen.
- zwei Drittel der Erwachsenen verfügt über kein oder nur ein sehr geringes Vermögen.
- im Durchschnitt betrug das individuelle Netto-Vermögen im Jahr 2002 rund 81.000 €. Aufgrund der sehr ungleichen Verteilung liegt der Median, also der Wert, der die reiche Hälfte der Bevölkerung von der ärmeren trennt, nur bei etwa 15.000 €.
- weitere Sozialstrukturanalysen zeigen große Unterschiede im individuellen Netto-Vermögen zwischen Männern und Frauen (96.000 € beziehungsweise 67.000 €) sowie zwischen Personen ohne und mit Migrationshintergrund (87.000 € beziehungsweise 47.000 €).

Mehr noch als ungleich verteilte Einkommen trägt die zunehmende Vermögensungleichheit zu sozialer Ungleichheit in Deutschland bei. Vom Vermögenszuwachs, der 2020 und 2021 in Deutschland erwirtschaftet wurde, entfielen 81 Prozent auf das reichste eine Prozent der Bevölkerung.

### Bildung
Bildung gilt in den gegenwärtigen Gesellschaften der Industrienationen als eine der wichtigsten Dimensionen sozialer Ungleichheit. War in der Feudalgesellschaft der Besitz von Grund und Boden für finanziellen Erfolg und gesellschaftliches Ansehen wichtig, so ist wirtschaftlicher und gesellschaftlicher Erfolg heutzutage ohne Bildung nahezu undenkbar. Bildung spielt demnach in der Ungleichheitsforschung eine zentrale Rolle. Verschiedene Studien haben eine Bildungsbenachteiligung in der Bundesrepublik Deutschland für Arbeiter- und Migrantenkinder festgestellt. Diese Ungleichheit wurde und wird von internationalen Organisationen wie der UNESCO, der UNICEF, der EU-Kommission, der OECD und dem UN-Menschenrechtsbeobachter Vernor Muñoz kritisiert.

### Gesundheit

#### Risiken für Erkrankungen
Auch wird eine sozial bedingte Ungleichheit von Gesundheitschancen festgestellt. Insbesondere sind Kinder aus armen Haushalten (Kinderarmut in den Industrieländern), Migranten, alleinerziehende Frauen und Arbeitslose von einem höheren Erkrankungsrisiko betroffen. Die Europäische Union hat eine zweistufige Kampagne gegen die soziale Ungleichheit in der Gesundheit initiiert, die auch wissenschaftlich begleitet wird, unter anderem durch Fachkongresse zu diesem Thema.

#### Krankenkassensystem
In einer 2020 veröffentlichten Studie im Auftrag der Bertelsmann Stiftung wurde das zweigliedrige System aus privaten (PKV) und gesetzlichen (GKV) Krankenkassen untersucht. Aus Sicht der Studie wandern die finanziell leistungsstarken Versicherten in die PKV ab. So lägen die jährlichen Einnahmen eines PKV-Mitglieds bei im Schnitt 37.858 Euro im Vergleich zu durchschnittlich 24.149 Euro bei einem GKV-Mitglied. Wären alle PKV-Versicherten gesetzlich versichert, würde dies zwar zu Mehrausgaben für die GKV führen, diese würden aber durch die Mehreinnahmen übertroffen. Mit diesem Einnahmenüberschuss ließe sich eine Senkung des Beitragssatzes von 0,2 bis 0,3 Prozentpunkten für alle Versicherten finanzieren bei gleichzeitigem Beibehalten der höheren Honare für Ärzte bei Privatpatienten. Auf den Beitragszahler heruntergerechnet bedeute das: Ein durchschnittliches GKV-Mitglied zahle jährlich 48 Euro dafür, dass Gutverdiener, Beamte und Selbstständige sich dem Solidarausgleich entziehen.

### Sozialräumliche Trennung
Die sozialräumliche Trennung zwischen armen und reichen Haushalten nimmt nach einer Studie des Deutschen Instituts für Urbanistik zu. Demnach werden über die Wirkungen des Wohnungsmarktes (z. B. Gentrifizierung) und über die Lage sozial geförderter Wohnungen Haushalte mit armen Kindern in benachteiligte Viertel, oft Hochhaussiedlungen am Stadtrand, „verdrängt“. Die sich vor allem in Großstädten und Stadtregionen vollziehende sozialräumliche Trennung wird häufig unter den Begriffen sozialräumliche Polarisierung, exklusive Entwicklungen in der sozialräumlichen Struktur oder sozialräumliche Segregation beschrieben.

## Soziale Ungleichheit in Großbritannien
Laut Oxfam (März 2014) besitzen die reichsten fünf Familien mehr als die ärmsten 12,6 Millionen Briten. (mit anderen Worten: als die ärmsten 20 Prozent der Briten). Oxfam drängt die britische Politik, mehr gegen Steuervermeidung und Steueroasen zu unternehmen sowie eine Vermögensteuer einzuführen.
Großbritanniens Staatsverschuldung ist seit 2008 (in diesem Jahr begann in vielen Ländern eine Finanzkrise, die sich speziell 2009/10 auch auf die Realwirtschaft auswirkte) stark gestiegen; für 2014 wird eine Netto-Neuverschuldung von 111 Milliarden Pfund, etwa 7 Prozent des BIP, prognostiziert. Das durchschnittliche reale (= inflationsbereinigte) Nettoeinkommen ist seit Beginn der Krise um 6 Prozent gesunken. Das 'Institute for Fiscal Studies' veröffentlicht seit Jahrzehnten regelmäßig Statistiken und Studien zu diesem Thema.

## Soziale Ungleichheit in den USA
Die reichsten 10 % der Amerikaner erzielten 2007 mit 49,7 % fast die Hälfte des Gesamteinkommens. In den 70er Jahren lag der Anteil noch bei 33 %. Mehrere Studien belegen auch, dass die soziale Mobilität in den USA niedriger als beispielsweise in Kanada und Europa ist. Als einer der Gründe wird das teure Ausbildungssystem angeführt.
Nach einer Studie eines Teams um Raj Chetty haben Menschen in den USA mit 30 Jahren statistisch ein umso höheres Einkommen, je höher das Einkommen ihrer Eltern war, wobei dieser Zusammenhang für Männer noch enger als für Frauen ist.

## Soziale Ungleichheit weltweit
Thomas Piketty veröffentlicht zusammen mit mehr als 100 Wissenschaftlern seit 2011 eine umfangreiche Datenbasis zur weltweiten Ungleichheit, die World Inequality Database. Aus diesen Daten wird der World Inequality Report gewonnen.
Die Ab- oder Zunahme sozialer Ungleichheit gehört zu den umstrittensten Themen der Ungleichheitsforschung. Durch die massive Abnahme der Armut weltweit hat sich die Ungleichheit vermindert.
Andere Studien gehen hingegen davon aus, die Schere gehe weltweit noch weiter auseinander. Dem Weltentwicklungs-Bericht 2000/2001 der Weltbank zufolge „variierte die Ungleichheit weit in den 80ern und 90ern“. Weltweit stieg die Ungleichverteilung der Einkommen zwischen 1960 und 1998 von etwa 50 % auf 70 %.

Gini-Koeffizient (in %) der Einkommensverteilung (Weltbank, 2014)

Laut dem World Inequality Report hat die weltweite Vermögensungleichheit seit über 100 Jahren nicht abgenommen: 50 % der Menschen besitzen fast nichts (lediglich 2 % des globalen Besitzes), während die reichsten 1 % mehr als 30 % besitzen.
Eine umfassende Analyse des Ausmaßes der sozioökonomischen Ungleichheit zwischen den Ländern der Welt hat der österreichische Soziologe Max Haller vorgelegt (Haller 2015). Er erstellte einen Datensatz für 135 Länder, der neben dem GINI-Index der Einkommensungleichheit auch Daten über das Ausmaß ethnischer Differenzierung in einem Land, Bevölkerungszahl, BIP pro Kopf, Ausprägung der Demokratie, Ungleichheit der Landverteilung, Erfahrung mit einem kommunistischen Regime und Sozialausgaben enthielt. Es zeigt sich, dass die Einkommensungleichheit zwischen den verschiedenen Ländern der Erde extrem variiert. Dabei gibt es klare Muster. Sie ist extrem hoch in Lateinamerika und Subsahara-Afrika (GINI-Indizes 45 bis 65), sie variiert sehr stark zwischen den verschiedenen Ländern Asiens und sie ist vergleichsweise niedrig bzw. gemäßigt in Europa (GINI zwischen 25 und 40). Die multivariate Analyse zeigt, dass ethnische Heterogenität, insbesondere aber die Geschichte von Sklaverei (der extremsten Form ethnischer Ausbeutung), bis heute zu signifikant höherer Einkommensungleichheit geführt hat. Die egalitärsten Länder sind bzw. waren historisch auch durch sehr hohe ethnische Homogenität charakterisiert. Der ungleichheitsgenerierende Effekt ethnischer Heterogenität kann jedoch ausgeglichen werden durch eine föderalistische Verfassung und hohe Sozialausgaben. Auch eine längere Periode kommunistischer Herrschaft hat bis heute höhere Gleichheit zur Folge. Im qualitativ orientierten Teil des Werkes wird – im Anschluss an Max Weber – eine historisch-soziologische Typologie von ethnischen Schichtungssystemen entwickelt, die mit den quantitativen Daten weitgehend übereinstimmt. Es werden sieben Gesellschaftstypen unterschieden: ethnisch homogene, sehr egalitäre Länder (Schweden, Japan); egalitäre föderalistisch organisierte kommunistische Länder (Russland, Jugoslawien), die letztendlich zerfielen; das kommunistische und ethnisch vergleichsweise homogenere China (historisch ebenfalls egalitär, heute zunehmend inegalitär); das Kastensystem Indiens, das eine enge Verknüpfung von ethnischer und sozialer Ungleichheit beinhaltete; die „farbigen Klassenstrukturen“ Lateinamerikas, in denen offene ethnische Diskriminierung illegal, aber dennoch de facto stark wirksam ist; die Ethnoklassen-Regimes vieler Länder Subsahara-Afrikas, wo einzelne, dominante ethnische Gruppen auch die politische Herrschaft monopolisieren; das stark inegalitäre Apartheid-System Südafrikas – ein Modell, dem auch Israel heute teilweise zuzuordnen ist; ethnisch heterogene, aber dennoch relativ egalitäre Staaten mit einer föderalistischen Verfassung und hohen Sozialausgaben (Schweiz, Kanada).

### Vermögensverteilung
- Das gesamte globale Vermögen betrug 2021 laut dem Global Wealth Report von Credit Suisse rund 464 Billionen US-Dollar[77] (gegenüber 125 Billionen US-Dollar im Jahr 2006[78]).
- 1 % der Weltbevölkerung besaß 2021 46 % des gesamten weltweiten Vermögens. Auf die reichsten 10 % entfielen 2021 etwa 82 % des weltweiten Vermögens,[77] allerdings bedurfte es, um 2021 zu den reichsten 10 Prozent zu gehören, eines Vermögens von 124.876 €.[71] Um zu den reichsten 1 % der Weltbevölkerung zu gehören bedurfte es 2021 eines Vermögens von 893.338 €.[71]
- Auf 50 % der Weltbevölkerung entfällt weniger als 1 % des weltweiten Vermögens.[77]
- 70 % der Weltbevölkerung besitzen zusammengenommen etwa 3,3 % des Weltvermögens.
- Dem „World Wealth Report“ 2022 zufolge gab es weltweit etwa 62,5 Millionen US-Dollar-Millionäre (davon 2,5 Millionen aus Deutschland). Zusammen verfügten diese 62,5 Mio. Millionäre (1,2 % der erwachsenen Weltbevölkerung) über 221,7 Billionen US-Dollar. Dies entsprach fast der Hälfte des gesamten Vermögens auf der Welt.[79] Wenn man die Millionäre bis auf 1 Million US-Dollar enteignet und das Geld gleichermaßen an die ärmeren 3,5 Milliarden Menschen verteilt, würde jede Person 49.100 US-Dollar erhalten und wäre der Armut entflohen.
- Die 2640 US-Dollar-Milliardäre, die es 2023 laut Forbes weltweit gab, hielten zusammen ein Vermögen von ca. 12,2 Billionen US-Dollar. Damit besaßen sie mehr als zweimal so viel wie die ärmere Hälfte der Weltbevölkerung (etwa 3,5 Milliarden Menschen) zusammengenommen.[80]
- Das Gesamtvermögen aller Milliardäre ist laut Oxfam seit 2020 im Durchschnitt täglich um 2,7 Milliarden US-Dollar gestiegen. Für jeden pro Kopf erzielten US-Dollar Vermögenszuwachs in den ärmeren 90 Prozent der Weltbevölkerung hat ein Milliardär im Schnitt 1,7 Millionen US-Dollar hinzugewonnen.[32]

### Einkommensverteilung
- über 80 % der Weltbevölkerung lebten 2009 von weniger als 10 US-Dollar am Tag.[81]
- über 50 % der Weltbevölkerung lebten 2005 von weniger als 2 US-Dollar am Tag[82]
- etwa 1,4 Milliarden Menschen (über 20 % der Weltbevölkerung) lebten 2008 von weniger als 1,25 US-Dollar (oder 1 €) am Tag[83]
- 2005 hatten 48,3 % der Weltbevölkerung (3,14 Mrd. Menschen) ein Einkommen von weniger als 2,5 US$/Tag und 21,5 % der Weltbevölkerung (1,4 Mrd. Menschen) ein Einkommen von weniger als 1,25 US$/Tag.[84][85] 1981 hatten noch 60,4 % der damaligen Weltbevölkerung (2,73 Mrd. Menschen) ein Einkommen von weniger als 2,5 US$/Tag und 42,2 % der Weltbevölkerung (1,91 Mrd. Menschen) ein Einkommen von weniger als 1,25 US$/Tag. Die Verbesserungen wurden jedoch fast ausschließlich in China erreicht. In den anderen Entwicklungsländern sind nur die prozentualen Anteile (durch die stark gestiegene Weltbevölkerung) verringert worden, jedoch die absoluten Zahlen weiter gestiegen.
- Der Anteil der Einkommensarmen weltweit (mit weniger als 3.470 US$/Jahr) beträgt 78 %. Der Anteil der Einkommensreichen weltweit (mit mehr als 8.000 US$/Jahr) beträgt 11 %.[86]

Laut einem Oxfam-Bericht aus dem Jahr 2024 weisen v. a. Brasilien (48 %), Südafrika (42 %) und Argentinien (40 %) eine sehr hohe Konzentration der Vermögen auf ein Prozent der jeweiligen Bevölkerung auf. In Deutschland herrscht mit 30 % die größte Ungleichheit in den etablierten Industrienationen der G20.

## Messung der sozialen Ungleichheit
Soziale Ungleichheit kann gemessen werden. Unter „Messen“ wird allgemein die Zuordnung von Zahlen („Messwerten“) zu Objekten gemäß festgelegten Regeln verstanden. Anwendung findet die Vergleichsmethode, durch die Gleichheit oder Ungleichheit erkannt wird. Die Messung sozialer Ungleichheit kann auf verschiedenen Messniveaus erfolgen. Der Grad der Ungleichverteilung wird mit Ungleichverteilungsmaßen quantifiziert. Ein Beispiel ist der Gini-Koeffizient. Das einfachste Maß ist die Hoover-Ungleichverteilung. Entropiemaße wie der Theil-Index versuchen, sich aus Ungleichverteilungen in der Physik und Informationstheorie ergebende Ausgleichspotentiale mit der Wirkung von Ungleichverteilungen der Ressourcen in Gesellschaften zu vergleichen.

## Politische Aktionen für mehr Verteilungsgerechtigkeit
Regional und international wurde eine Reihe von Initiativen gestartet, um der zunehmenden sozialen Ungleichheit politisch gegenzusteuern. International ist die Initiative We are the 99 percent bedeutsam, die 2011 aus der Occupy-Wall-Street-Bewegung hervorgegangen ist.
In Großbritannien wurde die Diskussion durch den „Equality Trust“ vorangetrieben, der u. a. von britischen Soziologen aufgrund ihrer Untersuchung zu Folgen von ungleich verteiltem Wohlstand gegründet wurde.
In Deutschland haben sich mehrere Bündnisse für mehr Verteilungsgerechtigkeit gebildet:
- „Reichtum umverteilen“ (gegründet von Gewerkschaften wie ver.di und GEW, den Wohlfahrtsverbänden, attac und Oxfam, dem BUND für Umwelt- und Naturschutz sowie dem Deutschen Mieterbund u. a.)[90]
- „Wer hat der gibt“[91]
- „Umverteilen jetzt“[92]
- „Reichtum wird enteignet (RWE)“[93]
- „Genug ist genug“[94]